# 质量效应：飞升
《质量效应：飞升》（又译“质量效应：登极”，Mass Effect: Ascension）是由Drew Karpyshyn撰写的科幻小说，于2008年6月29日出版。该小说是质量效应系列中的第二部小说，第三部作品，Drew Karpyshyn亦是游戏《质量效应》的主要编剧之一。
《质量效应：飞升》作为联系游戏《质量效应》与《质量效应2》的纽带，时间设定在《质量效应》的游戏剧本已完结的两个月后。

## 故事
故事发生在神堡危机（Siege of the Citadel）后不久，幻影人（Illusive Man)，非法、仇外的组织“塞伯鲁斯”（Cerberus）的首领，在暗中策划着日后的行动。他的手下，塞伯魯斯老兵、在毒瘾中挣扎的Paul Grayson，受命收养一个叫做Gillian的孤女，她虽有极大的异能潜力却患有自闭症。此时，女孩属于星联政府的“飞升计划”（Ascension Project）的一员，该计划致力于强化人类的异能力量。Grayson很疼爱他的养女，却必须利用父亲身份成为塞伯鲁斯组织与飞升计划内部的Jiro博士的联络人，Jiro的任务是对Gillian秘密使用塞伯鲁斯的药，观察评估药物提升异能的效果。
同时，另一塞伯鲁斯成员Pel在遥远的Omega——一个被称为罪恶之都的空间站上与被放逐的奎利人Golo碰头，目的是获得流浪舰队的所在位置和通行密码。但见面后，他发现Golo不能提供必要数据，于是Pel另出一计，他引诱一小队奎利侦查机进入精心设计的圈套，成功地抓到了一个俘虏。然而，该俘虏却因战斗时感染了一种病毒而神志不清，严刑拷打也一无所获。
故事回到飞升计划，Jiro博士对Gillian使用了一种新药物，在药物与同学嘲笑的双重刺激下，她的异能爆走。事后她被留在医院进行观察，但这让Jiro实验新药变得很难。博士因不敢违抗塞伯鲁斯的指令故铤而走险，他把女孩带到空间站的中庭（Atrium），给她注射了药物。此时的Kahlee Sanders正在飞升计划内供职，她和保安科长Hendel Mitra，此女亦是一名异能者，两人明察暗访，推测出Jiro博士有小动作。直觉引导她们赶到中庭，Hendel对被Jiro击倒，Kahlee反击制伏了Jiro。
飞升计划的人告诉Grayson他女儿大难不死，幸运地逃过了塞伯鲁斯策划的暗杀；塞伯鲁斯则命令他借此机会回收Gillian。踌躇中，Kahlee和Hendel找上了Grayson，在她们的劝说下他准备联手他的老战友、刚刚任务失败的Pel一起来摆脱幻影人的控制。然而，悉信而来的Pel背叛并俘虏了所有人，包括Grayson。Pel告诉她们，一个居住在未知的星域的神秘外星种族，现在正提供丰厚的赏金来购买人类异能者。在金钱的诱惑下塞伯鲁斯滚蛋，Pel要把Gillian和Hendel卖给外星人。
Lemm，一个处在云游中的奎利人，发现了奎利侦察机的消失，他决定找出真相并用它结束历练。最初，他怀疑臭名昭著的Golo，但被流放者把他的的视线引向了Pel。Golo先向历练者提供了Pel藏身之处，又热心帮之制定突袭计划；Lemm走后，他又转身把袭击计划告诉给Pel。但Lemm出其不意地提早1天发动了袭击，救出了Hendel、Gillian和Kahlee。她们逃出了Pel的仓库，顺走了Grayson的穿梭机，设置航线驶向流浪舰队。Kahlee对于一个奎利人的救援感到很惊奇，Lemm向Kahlee解释曾和Shu Qian博士共事的她有资格以一名AI专家的身份，作为结束历练献给舰队的礼物。
被留下的Grayson，成功逃脱后杀死了在仓库顶上与失控的手下交火的Pel。他找到了被关押的奎利人，疯了的俘虏嘴里喃喃地念着进入流浪舰队的密码。Grayson通知了幻影人Pel的背叛，他推测Kahlee等人已前往流浪舰队。幻影人希望Grayson退出争夺Gillian的行动，因为他对养女的感情会造成障碍，但Grayson威胁除非他能参加否则绝不透露密码。
Kahlee到达流浪舰队后，舰队司令询问她对星都危机的看法，更重要的是期中收割者所展现的对桀斯的影响。她的回答是奎利人判断是否开展一项极具风险的搜索任务的重要参考因素——舰队司令部正考虑利用收割者来对付桀斯、夺回家园。这段时间内，Gillian待在熟悉的养父的穿梭机里，因Hendel和Kahlee无微不至的照顾，也慢慢变得开朗起来。
Grayson、Golo和两队塞伯鲁斯士兵袭击了奎利飞船。塞伯鲁斯在交火中处于上风，Kahlee叮嘱Gillian躲在飞船上层，但女孩跑回了穿梭机。Grayson也在穿梭机机舱内，有段时间不见的Gillian给了他一个大大的拥抱，这让他又欢喜又惊讶，因为养女一直极度讨厌身体接触。Grayson要带女孩离开，但她拒绝离开朋友，他只好将她打晕。Kahlee返回穿梭机寻找Gillian，她遇到了Grayson，但被返回的Golo偷袭打倒。Kahlee忍受着Golo毒辣的折磨，坚持讲述Gillian在脱离塞伯鲁斯控制后，与她们一起相处的时光。Grayson想起Gillian拥抱他的时刻、呼唤朋友的时刻，改变了心意，乘Golo发动引擎时杀了他。
这次攻击促使流浪舰队司令部开始着手寻找奎利人可居住的世界；或是找到一艘收割者巨舰，用其从桀斯手中夺回家园。Grayson设法制服Kahlee和Lemm后逃跑了，两人相信他不会再制造麻烦了，因此也没有追赶。Kahlee回到了飞升计划，而Gillian、Hendel和Lemm则登上了一艘奎利勘探舰。故事最后Grayson联系了幻影人，他坦言自己迟早会被塞伯鲁斯抓住杀掉，但他希望能保证Kahlee的安全，条件是保密塞伯鲁斯的另一项计划。幻影人不得已而同意，内心因失败怒火中烧。